# Lotononis rabenaviana
Lotononis rabenaviana là một loài thực vật có hoa trong họ Đậu. Loài này được Dinter & Harms miêu tả khoa học đầu tiên.